# Mausoleul de la Mărăști
Mausoleul de la Mărăști este un muzeu județean din Mărăști. Mausoleul este situat la NV de orașul Panciu (circa 27 km). Monumentul adăpostește rămășițele ostașilor români căzuți în primul război mondial în bătălia de la Mărăști (iulie 1917). La intrare în sat, pe un portal asemănător unui arc de triumf stă scris Câmpul istoric de la Mărăști. Pentru glorificarea eroismului ostașilor români s-a ridicat un mausoleu la inițiativa unor ofițeri și generali ai Armatei a 2-a române, care au pus bazele Societății Mărășești. Mausoleul s-a înălțat la cota 536, unde s-au purtat luptele. Construcția este proiectată de arh. Pandele Șerbănescu și decorată cu basoreliefuri de A. Bordenache. Subsolul adăpostește sarcofagele cu osemintele generalilor Alexandru Averescu, Arthur Văitoianu, Alexandru Mărgineanu și Nicolae Arghirescu. La subsol se află un mic muzeu în care s-au expus obiecte ce au aparținut generalului Văitoianu și arme din primul război mondial. Pe fațada monumentului s-au amplasat 15 plăci de marmură albă pe care s-au inscripționat numele regimentelor și ostașilor participanți la luptele desfășurate pe aceste meleaguri.
Clădirea muzeului este declarată monument istoric, având codul VN-IV-m-A-06632.